# Power of the Dollar
Power of the Dollar é o álbum de estréia oficialmente inédito mas fortemente pirateado pelo rapper 50 Cent. A gravação, que iria ocorrer por parte da Columbia Records, em 12 de setembro de 2000 foi cancelada após 50 Cent receber nove tiros. No entanto, a Columbia lançou apenas um EP.

## Lista de músicas
| #  | Título                                    | Duração |
| -- | ----------------------------------------- | ------- |
| 1  | "Intro"                                   | 1:11    |
| 2  | "The Hit"                                 | 3:41    |
| 3  | "The good die young"                      | 4:02    |
| 4  | "Corner Bodega (Coke Spot)"               | 1:36    |
| 5  | "Your Life's on the Line"                 | 3:38    |
| 6  | "That Ain't Gangsta"                      | 3:25    |
| 7  | "As the World Turns"(Com U.G.K)           | 4:20    |
| 8  | "Ghetto Qu'ran (Forgive Me)"              | 4:34    |
| 9  | "Da Repercussions"                        | 3:28    |
| 10 | "Money by Any Means" (com Noreaga)"       | 4:03    |
| 11 | "Material Girl" (com Dave Hollister)      | 4:35    |
| 12 | "Thug Love" (com Destiny's Child & Kevin) | 3:16    |
| 13 | "Slow Doe"                                | 3:54    |
| 14 | "Gun Runner" (com Black Child)"           | 1:55    |
| 15 | "You Ain't No Gangsta"                    | 3:37    |
| 16 | "Power of the Dollar"                     | 3:36    |
| 17 | "I'm a Hustler"                           | 3:55    |
| 18 | "How to Rob" (com The Madd Rapper)        | 4:25    |